# Kabatnea, Illinți
Kabatnea (în ucraineană Кабатня) este un sat în comuna Vasîlivka din raionul Illinți, regiunea Vinnița, Ucraina.

## Demografie
Componența lingvistică a localității Kabatnea
     Ucraineană (97,2%)
     Rusă (2,8%)
Conform recensământului din 2001, majoritatea populației localității Kabatnea era vorbitoare de ucraineană (97,2%), existând în minoritate și vorbitori de rusă (2,8%).